# Paul Kammerer
Paul Kammerer (17. srpna 1880 Vídeň – 23. září 1926 Puchberg am Schneeberg) byl rakouský biolog a zoolog. Proslavil se experimenty s ropuškou starostlivou, se kterými chtěl prokázat dědičnost získaných vlastností. Pod tíhou podezření, že falšoval své experimentální výsledky, si vzal život. V dopise na rozloučenou falšování popřel.

## Život
Paul Kammerer byl syn majitele továrny Carla Kammerera ve Vídni. Jeho manželka Sofie byla klavíristka z Maďarska. Měl tři bratry. Brzy předvedl neobvyklou dovednost v zacházení se zvířaty, dům svých rodičů proměnil v terárium. Po škole studoval od roku 1899 zoologii na Vídeňské univerzitě. Kromě toho na Konzervatoři Gesellschaft der Musikfreunde, ve Vídni od roku 1900 do roku 1901 absolvoval lekce v kontrapunktu od renomovaného učitele hudby Roberta Fuchse, u něhož studovali i Gustav Mahler a Alexander Zemlinsky. Od biologů Augusta Weismanna, Fritze Lenze a Ludwiga Platea, stejně jako podle vlastních informací i od kolegů, byl jako údajný poloviční Žid vystaven antisemitským útokům.

### Biologická laboratoř

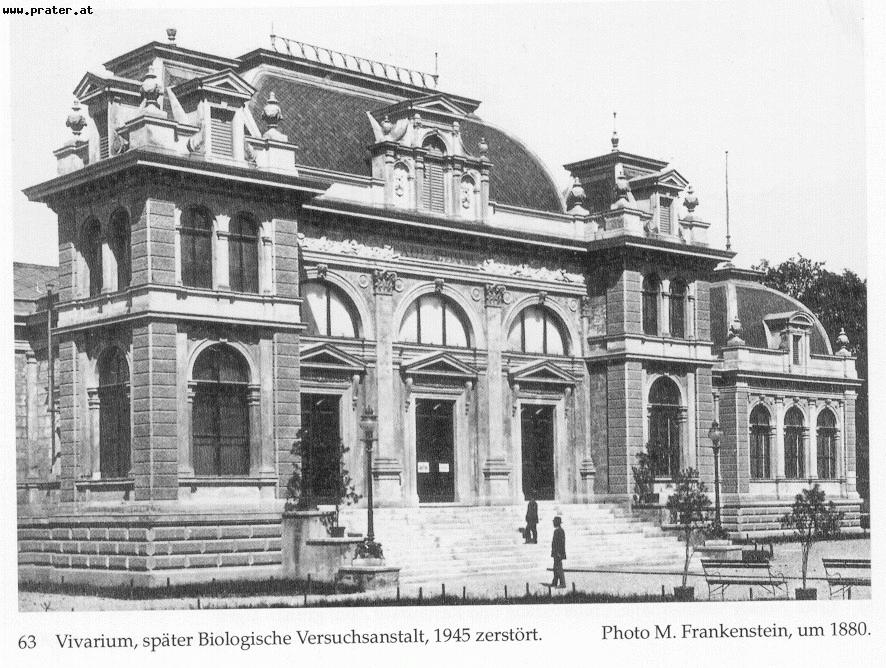
Vivárium ve Vídni Prater (1880)

V roce 1902 se Kammerer stal adjunktem Hanse Leo Przibrama v Biologickém výzkumném ústavu (bývalý „Vivárium“) ve vídeňském Prátru, kde byl pověřen instalací terárií a akvárií. Pracoval zde se zoologem Hansem Leo Przibramem. Díky tehdy nejmodernějším zařízením začal chovat obojživelníky. Brzy se to stal jeho osudem chov a šlechtění zvířat. Byl schopen provést první nezávislé experimenty týkající se dědičnosti získaných vlastností (lamarckismus). Przibram později prohlásil:
„Když jsme zřídili biologické testovací zařízení, hledali jsme zaměstnance, který by mohl vytvořit terária a akvária a zajistit, aby byla pro malá zvířata pohodlná. Díky novinovému článku Kammerera o jeho péči o zvířata jsem za ním zašel a našel nadšeného a zručného zaměstnance. Měl smysl pro hudbu i umělecké vnímání přírody, stejně jako schopnost velmi přesně ji pozorovat, a zejména miloval živé tvory způsobem, jaký jsem u nikoho jiného nezažil. V tom bylo jádro celé jeho bytosti. Zejména pečoval o obojživelníky a plazy, což je u biologických experimentů důležité. Sotva jsem poznal někoho, kdo by v tomto směru splňoval veškeré požadavky jak on. Nebyla to však nezbytně výhoda, protože hlavní hodnotou experimentální metody je, že stejných výsledků lze dosáhnout při stejných zkušebních podmínkách a lze je potvrdit během ověřování. Pokud se experimentátorovi nepodaří udržet zvířata dost dlouho naživu nebo po tolik generací, jako první pozorovatel, jak může výzkum vést k potvrzení, a tedy k bezpečnému zjištění skutečností?“
Brzy bylo Kammererovi sděleno, že má výjimečné experimentální dovednosti s ropuškou starostlivou. I když byly jeho pokusy podrobně popsány, nikdo je už později nezopakoval. Do roku 1908 napsal Kammerer ve Viváriu v Prátru na 130 článků, příspěvků a výzkumných zpráv.
V roce 1904 získal Kammerer doktorát na Vídeňské univerzitě. V roce 1906 se oženil s baronkou Felicitou Maria Theodorou von Wiedersperg, která mu porodila v roce 1907 dceru pokřtěnou jménem Lacerta (= ještěrka).
Poté dostal práci jako učitel biologie na lyceu ve Vídni-Döbling (1906–1912). Nakonec byl v roce 1910 jmenován profesorem na univerzitě ve Vídni.

### Dědičnost získaných vlastností

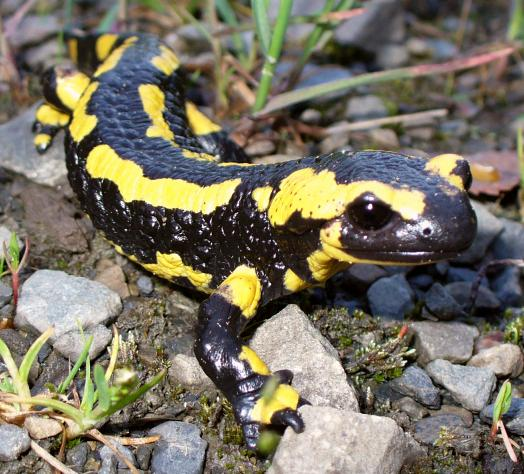
Mlok skvrnitý

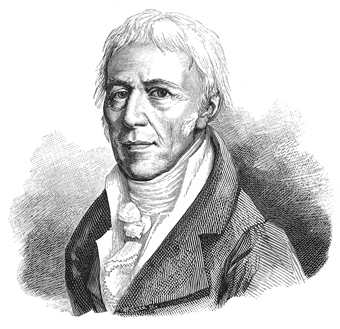
Jean Baptiste Lamarck, 1793

Díky své práci ve „Viváriu“ se Kammerer stal brzy známým biologem. Věnoval se řadě experimentů, jejichž cílem bylo prokázat dědičnost získaných vlastností, a označil je za „důkaz dědičnosti získaných vlastností prostřednictvím plánovaného chovu“. Mnoho z jeho experimentů bylo založeno na uměle změněných podmínkách stanovišť obojživelníků.
V první sérii pokusů použil dva druhy mloků, Mloka černého alpského a Mloka skvrnitého, a každého z nich choval na stanovišti pro něj nepřátelském. Výsledkem bylo, že se mu podařilo vyvinout vlastnosti alpského mloka na mloku skvrnitém a naopak. Když se mu podařilo prokázat stejné zvraty u jejich potomků, byl jeho vědecký pocit dokonalý.
Zjevně dokázal, že živé bytosti, které během svého života získaly nové biologické vlastnosti, aby lépe zvládly své životní podmínky, byly schopné je předat i budoucím generacím. Podle Kammererova objevu nebyla Darwinova teorie a náhodnost evoluce správná. Správnou dle něho je hypotéza jeho předchůdce Lamarcka, který ve svých zákonech dědičnosti uvedl, že se druh bude vyvíjet podle principu systematické a logické transformace.
Tento závěr měl velký ideologický význam. Politickou snahou bylo totiž umožnit vychovávat šťastné budoucí generace. Ovšem rasističtí ideologové tvrdili, že rodičovství je osud. Paul Kammerer tomu čelil slovy: „Nejsme otroky minulosti, ale mistři budoucnosti."

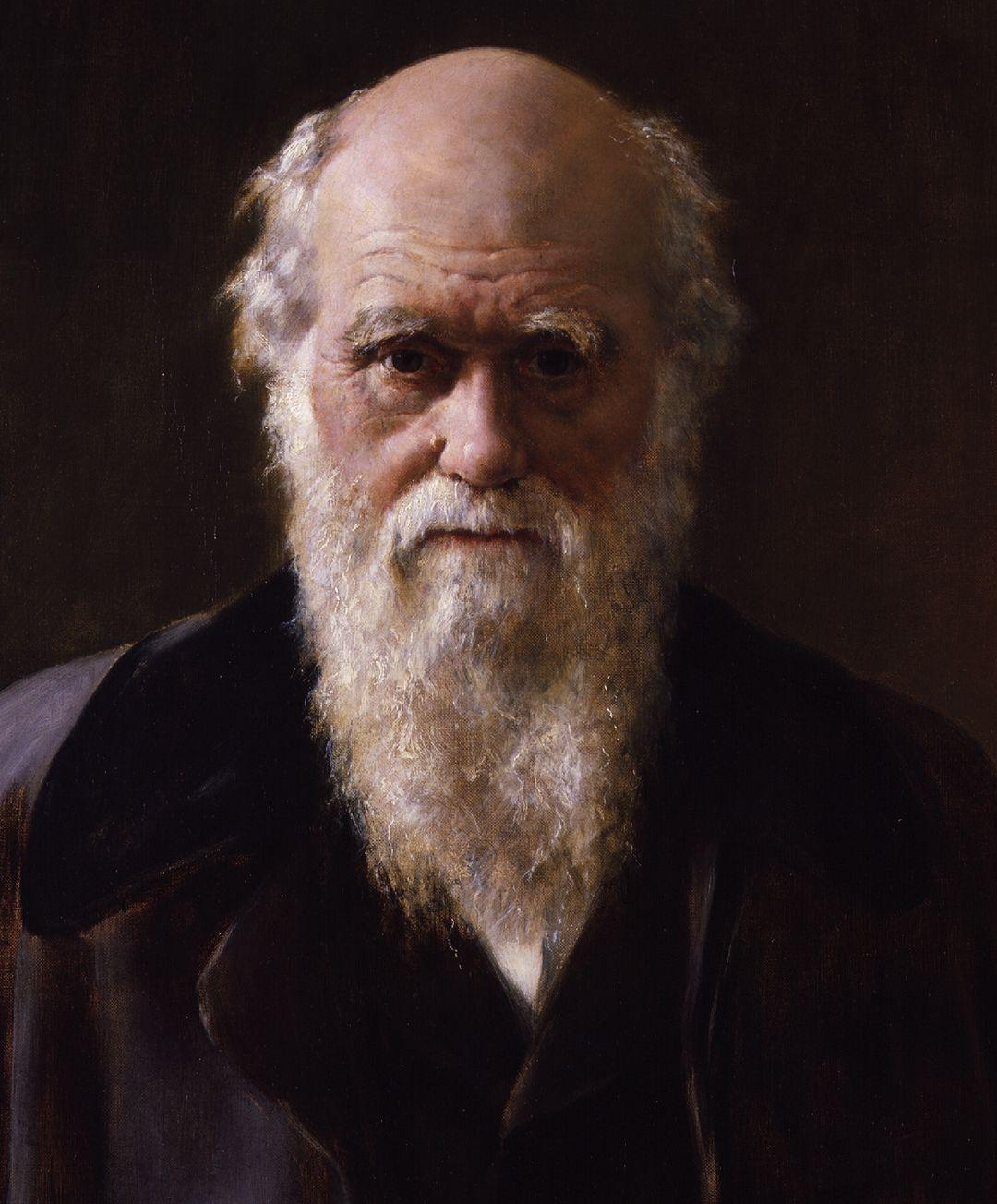
Charles Darwin, 1881

Kammerer rovněž předal tuto myšlenku lidem – v jedné přednášce říká: „Dobrou výchovou dáváme dětem víc než jen krátkodobý zisk pro jejich život; přínos se uplatní tam, kde je člověk skutečně nesmrtelný – z této úžasné podstaty se vynořují vnoučata v nepřetržitém sledu.“
Jeho kritika eugeniky byla v tehdy ideologicky intenzivním diskurzu biologické vědy terčem posměchu. Kammerer uvízl uprostřed nelítostného sporu mezi odborníky.
V dalším experimentu, který měl trvat přes jedenáct let, choval Kammerer střídavě černého a žlutě tečkovaného mloka proměnlivě na žluté i černé půdě, přičemž zbarvení jejich skvrn se podle substrátu zvětšovalo či zmenšovalo. Tento vývoj potom pokračoval i u potomků.
Kammerer také zjistil, že Proteus, slepé jeskynní embryo, žijící v jeskyních jen se zakrytýma a hluboko pod kůží skrytýma očima, vytvořilo za normálních denních podmínek pigmentované skvrny bez fungujícího zraku, ale pod červeným světlem mělo velké oči a dokonalý, vývoje schopný zrak.

### Ve vídeňské společnosti

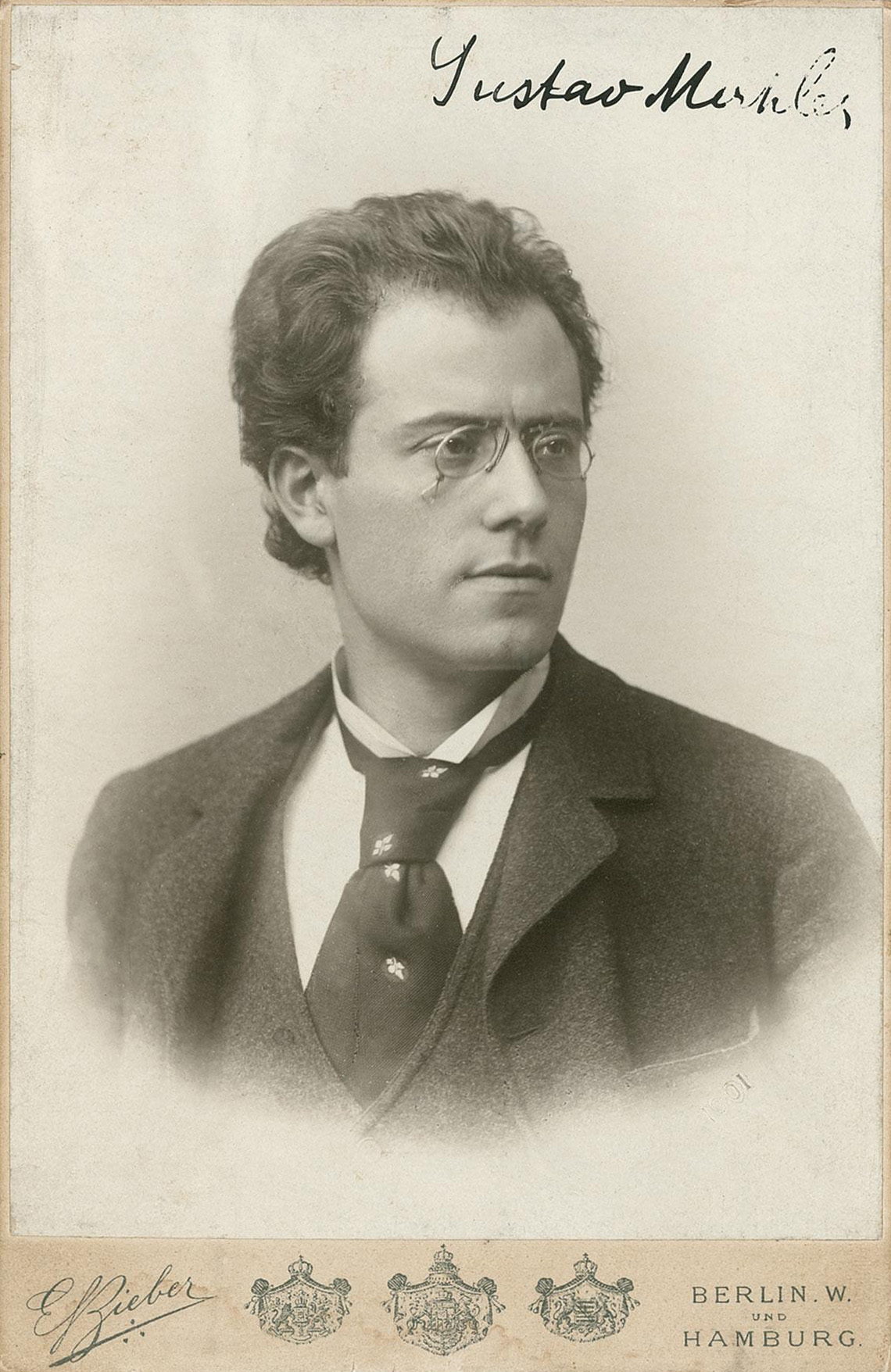
Gustav Mahler (1893)

Kammerer patřil do nejlepší vídeňské společnosti, byl přítelem mnoha umělců a ze svého institutu udržoval mezinárodní i interdisciplinární síť kontaktů, k nimž patřil dirigent Bruno Walter, sociolog Rudolf Goldscheid, skladatelé Alban Berg a Franz Schreker, filozof Ludwig Erik Tesar a také Albert Einstein. Věděl o aférách s tanečnicí Grete Wiesenthalovou, malířkou Annou Waltovou (která ho také vylíčila v roce 1924) a s Almou Mahlerovou. Byl rovněž zapojen do svobodného zednářství.
„Měl skvělý, byť poněkud teatrální způsob řeči. Byl také vyspělý a elegantně oblečený, takže se svou temnou hřívou a jemnými rysy obličeje vypadal velmi působivě . Byl to velmi citlivý, dekadentní, ale velmi nadaný muž, který si po dlouhém dni v laboratoři sedl a skládal symfonie. Vlastně to vůbec nebyl vědec, ale to, co Němci nazývají „amatérský akvarista“, který chová drobná zvířata. Měl s tím mimořádné zkušeností a celkově si myslím, že jeho předložené výsledky, týkající se přímého vlivu prostředí, jsou správné.“
Kammerer hrál výborně na klavír, psal hudební recenze a dokonce skládal písně, které vycházely v proslulém vydavatelství Simrock. Byl velkým obdivovatelem hudby Gustava Mahlera, jehož smrtí byl v roce 1911 natolik otřesen, že vdově Almě Mahlerové 31. srpna napsal:
„Je nepochopitelné, že někdo může někoho tak milovat, aniž by byl ve hře sex či příbuzenství, a dokonce i bez navenek vyjádřených přátelských pout, jako jsem já miloval Mahlera. Protože v tom nebyla jen úcta, nadšení pro umění a pro člověka, ale skutečná láska!“.
O Almě Mahlerové Kammerer napsal:
„Spolu s ní se shromažďuje potenciální energie, která se následně uvolňuje jako kinetická energie. Existují lidé, s nimiž jsem každý den a kteří pracují opačně: spotřebuje se potenciální energie, a když ji pak potřebuji, schází kinetická energie.“
V listopadu 1911 navrhl, aby se jeho asistentkou stala Alma Mahlerová a nějakou dobu pro něj pracovala v biologické laboratoři ve Vídni v Prátru. Alma Mahlerová později uvedla, že v Kammererově experimentech v laboratoři v Prátru mohly nastat nějaké nedůslednosti: „Tak horlivě si přál dosáhnout výsledků, že se nevědomě mohl odchýlit od pravdy.“

### Ropuška starostlivá

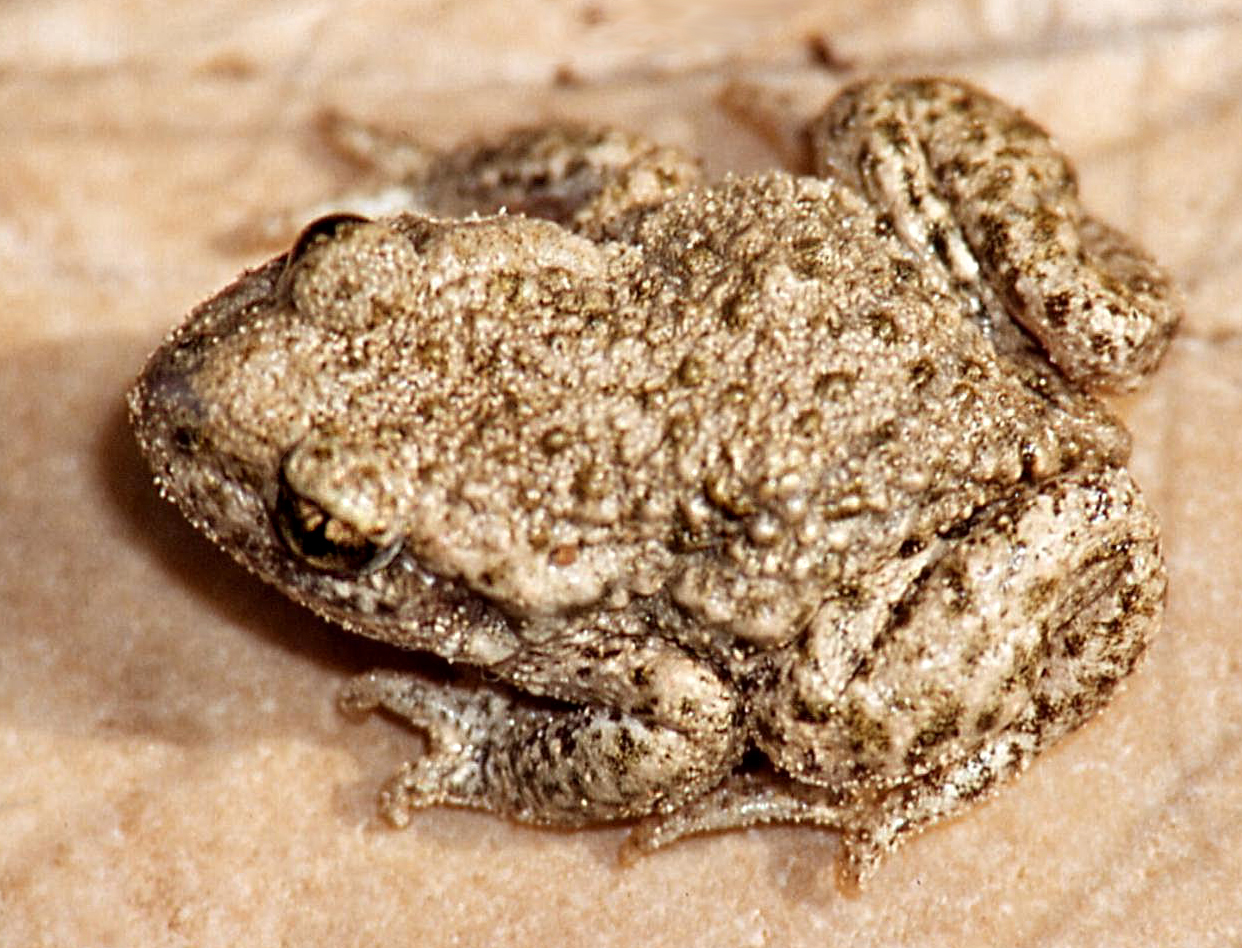
Ropuška starostlivá (Alytes obstetricans)

Kammerer vystavil ropušku starostlivou, které se obvykle spárují na břehu, vysokým teplotám, aby ji nalákal do chladné vody. Aby samice ropušky ve vodě neuklouzly, vyvinuli si samci na vnitřních stranách prstů záhy lepkavé mozoly – což je prvek, který tato žába normálně nevykazuje. Tyto temné mozolky se pak údajně dědičně přenesly na potomky. Říká se, že Kammererovi se podařilo vyšlechtit šest generací ropušky starostlivé s touto vlastností, než linie vymřela. Z nadšení pro tento objev Kammerer políbil ropušku a získal tak přezdívku „Polibek ropuchy“.
V roce 1923 absolvoval Kammerer přednášky po celém světě, jeho výzkum byl oslavován jako největší biologický objev současnosti a Kammerer se stal nejslavnějším biologem světa. Na jeho přednášky v USA přijížděly celé triumfální vlaky posluchačů, New York Times ho označil za „příštího Darwina“.
Na obrázku je poslední exemplář páté generace ropušky s černým pářícím mozolem – svatebním polštářkem.

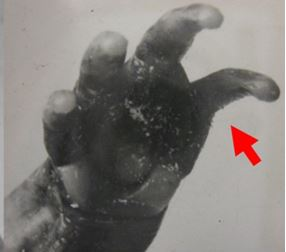
Pářící mozol Ropušky starostlivé

Kromě veřejných vystoupení a související publicity napsal Kammerer hlavní dílo Inheritance of Acquired Characteristics (Dědictví získaných charakteristik), které vyšlo poprvé v roce 1924. V němčině potom roku 1925 Neuvererbung oder Vererbung erworbener Eigenschaften. Erbliche Belastung oder erbliche Entlastung (Nová dědičnost nebo dědičnost získaných vlastností. Dědičný stres nebo dědičné ulehčení).
V roce 1926 byl Kammerer jmenován do Sovětské akademie věd v Moskvě, kde měl zřídit Ústav pro experimentální biologii. Jeho objev ho učinil světově proslulým, ale vyvolal i pochybnosti v profesionálním světě a znovu vyvolal rozpory mezi teoriemi Lamarcka a Charlese Darwina.
Jeden z jeho protivníků, americký zoolog Gladwyn Kingsley Noble, kurátor plazů v Americkém přírodovědném muzeu, odcestoval nakonec do Vídně, aby se zde s rakouským biologem a zoologem Hansem Leo Przibramem (1874–1944) účastnil práce s posledním přeživším exemplářem ropušky starostlivé, kterou Kammerer pro svůj důkaz použil.

### Závěr života
Dne 7. srpna 1926 byl v britském vědeckém časopise Nature publikován zničující článek s tím, že svatební polštářky ropušky starostlivé jsou padělané. Ukázalo se, že rohovky jsou ve skutečnosti černý inkoust, vstříknutý pod kůži buď Kammererem nebo jedním z jeho spolupracovníků. To byla bomba, která znamenala Kammererův vědecký konec. Falešná zpráva se však ukázala být tak primitivní a zřejmá, že vyvstávala otázka, jak by mohla v předchozích letech uniknout mikroskopickému zkoumání desítek vědců.
Neexistuje odpověď na otázku, zda to byl opravdu Kammererův padělek, nebo zda se stal obětí spiknutí nepřátel. Například chilský biolog Alexander Vargas se domnívá, že Kammererova zjištění lze vysvětlit epigeneticky, tj. vyřazením určitých genů z životního prostředí, a zasazuje se o další objasnění pomocí nových experimentů na ropušce starostlivé. Vargas a kol. v roce 2016 rovněž tvrdí, že zjištění v oblasti epigenetiky podporují tezi, že Kammerer se svými experimenty nepodváděl a že jeho zjištění jsou v souladu s epigenetickými nálezy. Vargas je přesvědčen, že ropuškám zplozeným při páření ve vodě mohly v další generaci narůst mozoly díky tzv. epigenetickým změnám DNA. Při nich dochází pod vlivem stresu ke změně aktivity genů. „Spící“ gen pro tvorbu mozolů se mohl v DNA ropušek „probudit“ při stresujícím vývoji mláďat ve vodním prostředí.
Ve prospěch tohoto názoru svědčí způsob, jakým ropušky nově získané mozoly dědily v dalších generacích. Ten se nápadně podobá dědičnosti epigenetických změn. „Nejlepší by bylo, kdyby někdo zopakoval celé Kammererovy pokusy,“ komentoval Vargasovy spekulace biolog Azim Surani. „Ani bych se nedivil, kdyby došel ke stejným výsledkům jako Kammerer.“

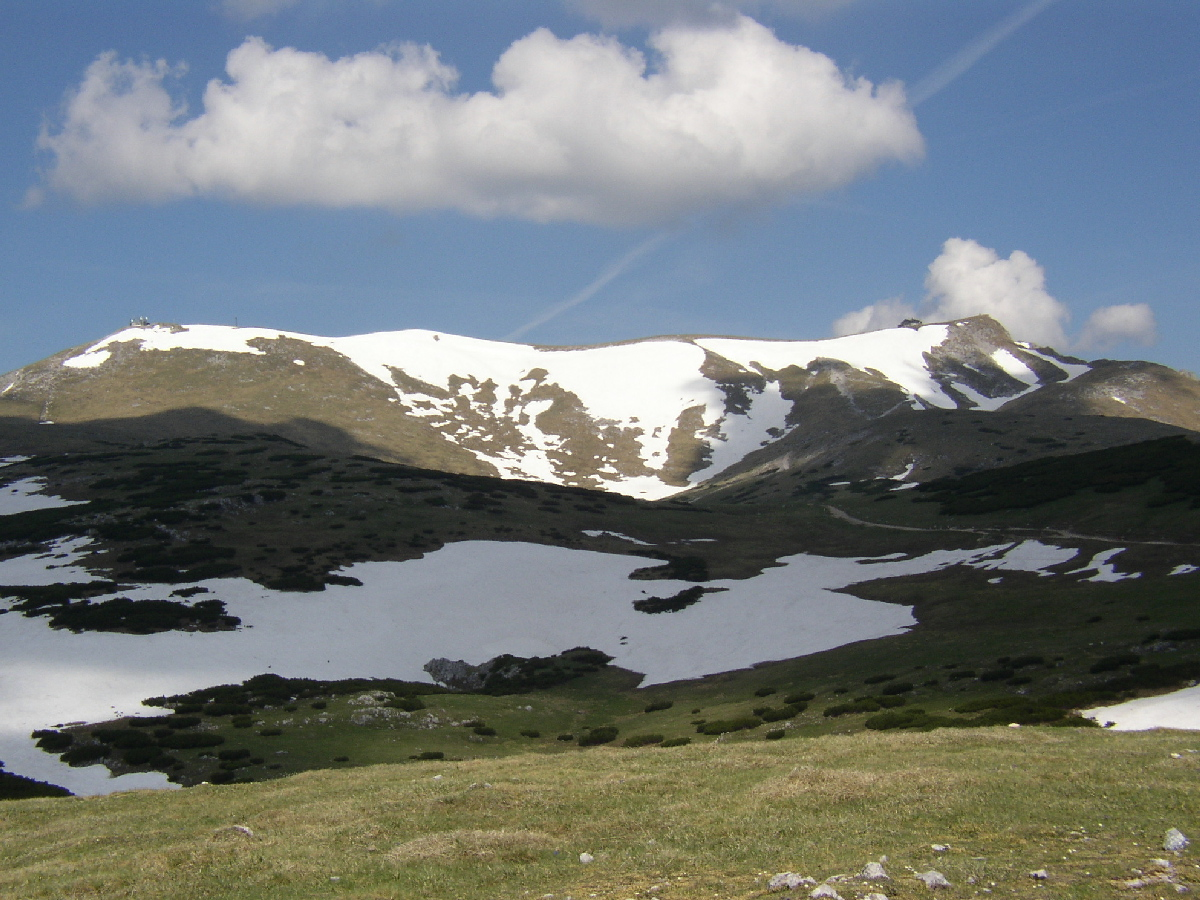
Sněhová hora poblíž Vídně

V září 1926 napsal Kammerer akademii v Moskvě dopis, v němž rezignoval na svou funkci a zároveň tvrdil, že s padělky ropušky starostlivé či s mlokem, na kterém byly také nalezeny stopy inkoustu, nemá nic společného. Dopis uzavřel takto:
„Cítím, že nejsem schopen vydržet tento zmar svého životního úsilí a doufám, že najdu odvahu a sílu, abych zítra svůj neúspěšný život ukončil .“
Poté Kammerer odcestoval do Puchbergu am Schneeberg, rekreační oblasti poblíž Vídně, kde strávil noc v hotelu Zur Rose. Následujícího rána se vydal do Himbergu, kde vytáhl zbraň, kterou přinesl v Theresienfelsenu. Přiložil si ji k levému spánku a zastřelil se.
Hans Leo Przibram byl vždy přesvědčen o pravosti Kammererových pozorování a opakovaně to vyjadřoval v soukromých rozhovorech. Domníval se, že zná padělatele, který chtěl Kammerera kompromitovat, ale nemohl s tím přijít na veřejnost pro nedostatek pádných důkazů. V nekrologu napsal:
„Zdálo se mu nemožné zopakovat stejné experimenty, zatímco byl vystaven tak velkému nepřátelství. Na jeho nešťastném činu z 23. září 1926 se podílely jak jeho nejasná vazba, tak nepříznivé vnější faktory.“.
Pro časopis Nature zveřejnil Hans Leo Przibram dopis na rozloučenou:
„Lituji, že musím oznámit smrt prof. dr. Paula Kammerera, který se dne 23. září zastřelil na Hochschneebergu u Vídně. V dopise (přijatém po jeho smrti) se obviňuje z neúspěchů ve svých osobních záležitostech, ale zdůrazňuje, že vědeckých triků, naznačených některými z jeho kritiků, se nikdy nedopustil. Zbytek života považoval za příliš krátký, než aby mohl znovu pokračovat ve stejných pokusech, a prohlásil, že na tento úkol se už cítí příliš unaven. Přestože se zdálo, že jeho životní únava měla jiné příčiny, smutný konec tohoto vzácného života by měl být varováním pro ty, kteří napadli čest kolegy z neprokázaných důvodů. Právě kvůli tomuto Kammererovu přání žádám editora Nature, aby zveřejnil své poslední slovo k hodně diskutovaným, ale nevyřešeným pochybám o jeho pokusech. Když se Kammerer přesvědčil o svém současném stavu, prohlásil, že je někdo musel zmanipulovat, aniž naznačil, kdo by za tím mohl stát.“
Kammererovu teorii i výsledky jeho experimentů museli zastánci rasové hygieny nutně chápat jako ohrožení vlastní vědecké integrity, ale i vlastního světonázoru. Proto, jak naznačuje Arthur Koestler ve své knize Case of the Midwife Toad (Případ ropušky starostlivé, 1971), je skutečně možné, že v případě domnělého Kammererova podvodu ve skutečnosti šlo o komplot ze strany některého z jeho „jinak politicky smýšlejících kolegů“.

## Život náhod

### Sledování náhod
Vedle biologie bylo další Kammererovou vášní shromažďovat a klasifikovat náhody. Od svých dvaceti let (1900) si psal „deník“ náhod. Byl například znám tím, že si dělal ve veřejných parcích poznámky, kolik lidí prochází kolem, kolik si jich nese deštník atd. Zaznamenával i náhody od známých a z tisku. Během tohoto sledování dospěl k názoru, že musí existovat ještě i něco jiného než prostá kauzalita. Své úvahy zveřejnil v knize Zákon série.

### Zákon série

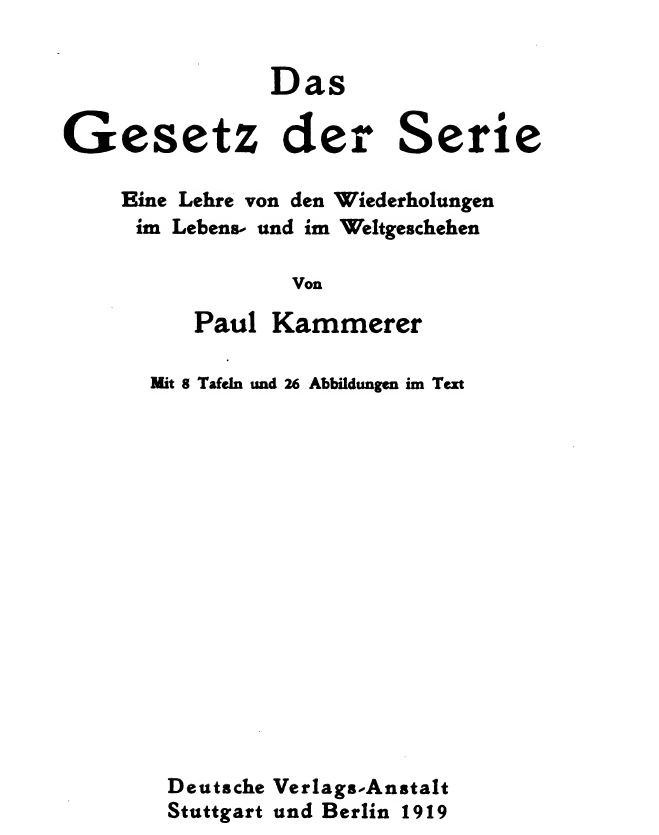
Paul Kammerer: Das Gesetz der Serie

V roce 1919 vydal Kammerer knihu Das Gesetz der Serie (Zákon série)  Eine Lehre von den Wiederholungen im Lebens- und im Weltgeschehen (Poučení z opakování v životních a světových událostech), jejíž název se stal příslovečný. V něm rozvinul na kauzalitě nezávislý princip seriality na základě mnohaletých pozorování nevysvětlitelných náhod, vycházející z osobní zkušenosti (doprovázené řadou čísel), z příběhů přátel či z novin. Kammerer přednesl své poznámky sbírkou takových případových studií, například: „17. května 1917 jsme byli pozváni ke Schrekerovým. Cestou k nim koupím své ženě v cukrovinkách před stanicí Hütteldorf-Hacking čokoládové bonbony. – Schreker nám přehrává ze své nové opery Drawn (Poznamenaní), jejíž hlavní ženská role se jmenuje CARLOTTA. Po návratu domů vyprázdníme sáček s bonbony; na jednom z nich je nápis CARLOTTA.“
Popsal tyto samostatně se vyskytující, ale související čísla, jména a situace jako cyklické procesy různého řádu a síly a navrhl svou vlastní terminologii pro klasifikaci série. Tvrdil, že série byla legitimním opakováním stejných nebo podobných událostí, které nemohly být spojeny stejnou příčinou („smysluplných náhod“, jak později řekl jeho životopisec Arthur Koestler). Kammerer chtěl dokázat, že v tzv. „náhodách“ se projevuje univerzální zákon přírody, který funguje nezávisle na známých fyzikálních kauzálních principech. Napsal:
„Máme za dané, že souhrn ,skutečností‘ vylučuje každou „náhodu“ nebo činí z náhody do té míry pravidlo, že se zdá, že o náhodu vůbec nejde. Tím dospíváme ke své základní myšlence: současně s kauzalitou působí ve vesmíru i princip akauzální. Ten působí selektivně na formu a funkci, aby sloučil příbuzné konfigurace v prostoru a čase; a to souvisí s příbuzností a podobností.“
Kammerer svou knihou ospravedlnil teorii seriálnosti, která je důležitá pro historii parapsychologie: jeho princip je jedním z nejdůležitějších předchůdců pojmu synchronicity zavedeném C. G. Jungem a W. Paulim, který se už dříve objevil u Camille Flammarionové. Jung odkazuje ve své knize Synchronicita, akauzalita a okultismus na Kammererovu publikaci. Albert Einstein se také vyjádřil pozitivně („Originální a vůbec ne absurdní“) a Sigmund Freud se ve svém článku Das Unheimliche (Záhada) vyjádřil ke Kammererovi: „Duchaplný přírodovědec (Paul Kammerer) se nedávno pokusil podřídit události tohoto druhu určitým zákonům, čímž by se měl zrušit dojem záhadnosti. Neodvažuji se rozhodnout, zda uspěl."
Na závěr Kammerer uvádí:
„Existuje jakási síla podobné intenzity jako gravitace, která působí selektivně a přitahuje k sobě věci podle určitého vztahu příbuznosti. My jsme schopni zaregistrovat pouze vrchol její aktivity, něco jako vlnky na hladině rybníka.Podstata této síly, která nás ovlivňuje, nám ale stále zůstává skryta.“.

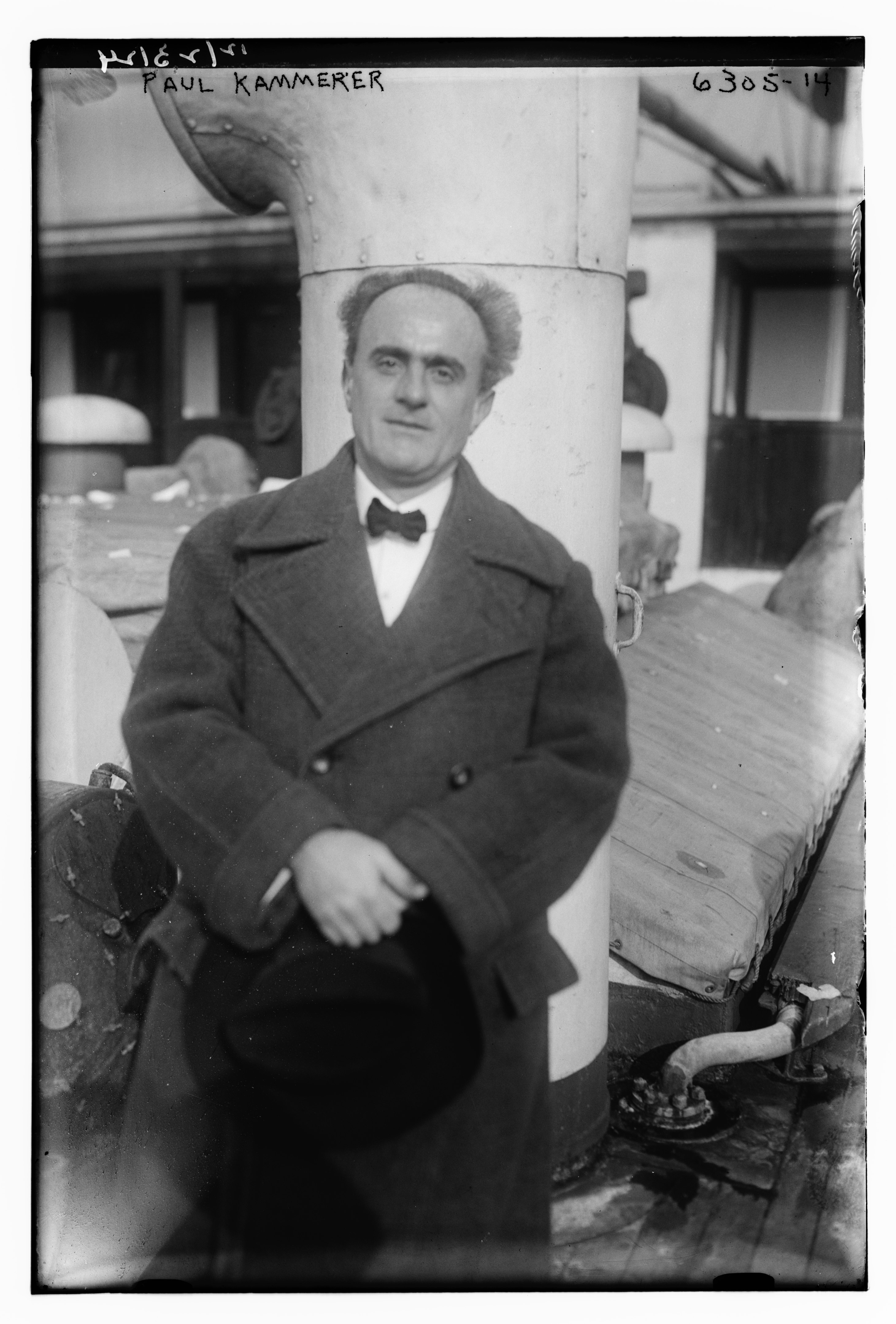
Paul Kammerer

## Ocenění
V roce 1930 po něm byla v Döblingu (19. vídeňský okres) pojmenována ulice Kammerergasse.

## Film, divadlo, literatura
- Salamandra (sovětský film), produkovaný v roce 1928 za podpory lidového komisaře Anatoly Lunacharského, který se také objevil ve filmu sám, stejně jako jeho manželka Natalya Rosenelová, která hrála hlavní ženskou roli. Film končí Kammererovým triumfálním příjezdem do Sovětského svazu.
- V polydramatu Joshuy Sobola Alma – Show Biz do konce (1996) vystupuje Paul Kammerer jako milenec Almy Mahlerové a malíř Oskar Kokoschka ho obviní, že souloží s ropuchou a podezírá jej, že je otcem jejího dítěte. Ve hře je také zmínka o jeho posedlosti ropuškou starostlivou a jeho úspěchy v Rusku.[10]
- V roce 2016 publikoval rakouský autor Julya Rabinowich román Krötenliebe (Ropuší láska). Paul Kammerer je jedním ze tří hlavních postav (vedle Almy Mahlerové-Werfelové a Oskara Kokoschky). ISBN 978-3552063112
- 1899–1908 napsal Kammerer přes 130 článků, příspěvků a vědeckých pojednání pro biologické výzkumné pracoviště ve vídeňském Prátru
- Über die Lebensweise der Spitzkopfeidechse (Lacerta oxycephala, Dum. Bibr.). In: Blätter für Aquarien- und Terrarienkunde. Stuttgart 1903
- Künstlicher Melanismus bei Eidechsen. 1906
- Vererbung erzwungener Farbänderungen I und II: Induktion von weiblichem Dimorphismus bei Lacerta muralis, von männlichem Dimorphismus bei Lacerta fiumana. 1910
- Mendelsche Regeln und Vererbung erworbener Eigenschaften. In: Verhandlungen des Naturforschenden Vereines in Brünn. 1911
- Über Erwerbung und Vererbung des musikalischen Talentes. 1912
- Natur – Bibliothek. Bestimmung und Vererbung des Geschlechts bei Pflanze, Tier und Mensch, Wie der Sterne Chor um die Sonne sich stellt, Die Meeressäugetiere. Thomas Verlag, Leipzig, um 1912
- Sind wir Sklaven der Vergangenheit oder Werkmeister der Zukunft? In: Schriftenreihe des Monistenbundes. Nr. 3, Wien 1913
- Genossenschaften von Lebewesen auf Grund gegenseitigen Vorteile (Symbiose). Mit 8 Bildtafeln. Strecker & Schröder, Stuttgart 1913
- Bestimmung und Vererbung des Geschlechtes bei Pflanze, Tier und Mensch. Mit 17 Abbildungen im Text. Theodor Thomas Geschäftsstelle der Deutschen Naturwissenschaftlichen Gesellschaft, Leipzig o. J. (ca. 1913)
- Zwei Jahre „Allgemeine Lebenslehre“. Cottage-Lyzeum 1913/1914
- Gefühl und Verstand. Sonderdruck der Monatsblätter der Deutschen Monistenbundes Ortsgruppe Hamburg, 1914
- Vererbung erzwungener Farbveränderungen VI. Das Farbkleid des Feuersalamanders (Salamandra maculosa Laur.) in seiner Abhängigkeit von der Umwelt. In: Biomedical and Life Sciences. Volume 12, Number 1, Dezember 1914, Springer, Berlin/Heidelberg 1914
- Allgemeine Biologie. (= Das Weltbild der Gegenwart. Ein Überblick über das Schaffen und Wissen unserer Zeit in Einzeldarstellungen). Mit 4 farbigen Tafeln und 85 Abb. Deutsche Verlags-Anstalt, Stuttgart 1915
- Die Schwarzfärbung der Inseleidechsen und ein neuer Erklärungsversuch von Robert Mertens. 1915
- Erbliche Anlastung. Wiener Urania 1916
- Naturforscherreisen zu den Felseneilanden Dalmatiens. Urania Bücherei, Wien 1917
- Geschlechtsbestimmung und Geschlechtsverwandlung. 1918
- Einzeltod, Völkertod, biologische Unsterblichkeit und andere Mahnworte aus schwerer Zeit. Wien und Leipzig, Anzengruber Verlag 1918
- Menschheitswende. Wanderungen im Grenzgebiet von Politik und Wissenschaft. Der Friede, Wien 1919
- Das Gesetz der Serie. Eine Lehre von den Wiederholungen im Lebens- und Weltgeschehen. Mit 8 Tafeln und 26 Abb. Deutsche Verlags-Anstalt, Stuttgart/Berlin 1919
- Lebensbeherrschung: Grundsteinlegung zur organischen Technik. Monistische Bibliothek 13, 1919
- Dunkeltiere im Licht und Lichttiere im Dunkel. Naturwissenschaften 13, 1920
- Entwicklungsmechanik der Seele. Der Freie Gendanke, Prag 1920
- Das biologische Zeitalter. Fortschritte der organischen Technik. Vlg. der Gruppen Währing-Döbling und Hernals des Vereines Freie Schule, Wien (ca. 1920)
- Über Verjüngung und Verlängerung des persönlichen Lebens. Die Versuche an Pflanze, Tier und Mensch gemeinverständlich dargestellt. Deutsche Verlagsanstalt, Stuttgart/Berlin 1921
- Hilfreiche Entlastung. In: Berliner Tageblatt. 1921
- Zufall. In: Der Abend. 1921
- Der Kreislauf des Geschehens. In: Berliner Tageblatt. 1921
- Welt-Widerhall Seele. In: Der Abend. 1921
- Jungbrunnen der Wissenschaft. In: Der Abend. ca. 1921
- Über Verjüngung und Verlängerung des persönlishen Lebens. Stuttgart 1921
- Breeding experiments on the inheritance of acquired characters. In: Nature. 12. Mai 1923
- The Inheritance of Acquired Characteristics. Boni and Liveright Publishers, New York 1924
- Neuvererbung oder Vererbung erworbener Eigenschaften. Erbliche Belastung oder erbliche Entlastung. Mit 44 Abb. Seifert Verlag, Stuttgart-Heilbronn 1925
- Das Rätsel der Vererbung. Grundlagen der allgemeinen Vererbungslehre. Ullstein, Berlin 1925
- Lebensweise der Eidechsen auf kleinsten Inseln. Stuttgart 1925
- Der Artenwandel auf Inseln und seine Ursachen ermittelt durch Vergleich und Versuch an den Eidechsen der Dalmatinischen Eilande. Wien & Leipzig, 1926
- Letter to the Moscow Academy. In: Science. 64, 1926
- Geschlecht, Fortpflanzung, Fruchtbarkeit. Eine Biologie der Zeugung (Genebiotik). Drei Masken Verlag, München 1927
- Das biologische Zeitalter: Fortschritte der organischen Technik. Monistische Bibliothek, Kleine Flugschriften des DMB Nr. 33, Hamburg 1922
- Wilhelm Bölsche zum sechzigsten Geburtstag. 1921
- Naturgeschichte der Straßenkämpfe: Zur Begründung einer mechanistischen Geschichtsauffassung. Der Friede, 1919
- Organische und soziale Technik. o. J.